# Copa Emirates de 2008
A Copa Emirates de 2008 foi um torneio de futebol amistoso de pré-temporada organizado pelo Arsenal em sua casa, o Emirates Stadium, em Londres. Foi a segunda Copa Emirates, uma competição por convite inaugurada em 2007. Realizada no fim de semana de 2 a 3 de agosto de 2008, os participantes do torneio foram Arsenal, Real Madrid, Juventus e Hamburgo.
Cada equipe jogou duas partidas, com três pontos por vitória, um ponto por empate e nenhum por derrota. Um ponto adicional é concedido para cada gol marcado. O Arsenal não enfrentou o Hamburgo e o Real Madrid não jogou contra a Juventus. No dia de abertura do torneio, o Real Madrid venceu o Hamburgo por 2-1, enquanto o Arsenal perdeu para a Juventus por um único gol. Embora os anfitriões tenham derrotado o Real no segundo dia, o Hamburgo venceu a Copa Emirates ao registrar uma vitória por 3-0 sobre a Juventus.

## Antecedentes
A Copa Emirates começou em julho de 2007, uma vez que o Arsenal finalizou os planos de realizar uma competição de pré-temporada em sua casa. Nomeado em homenagem ao principal patrocinador do Arsenal, a Emirates, a edição inaugural da competição contou com a presença de mais de 110.000 pessoas nos dois dias. O campeão da La Liga Real Madrid, a equipe italiana Juventus e o time alemão Hamburgo foram confirmados como participantes da edição de 2008, ao lado do anfitrião Arsenal. A inclusão de Hamburgo veio após sua retirada um ano antes devido a compromissos europeus. A cobertura do evento de dois dias foi transmitida no Reino Unido pela Sky Sports.

## Resumo
O Real Madrid enfrentou o Hamburgo no dia de abertura do torneio. Havia um contingente de ex-jogadores e funcionários da Premier League, já que a escalação do Real Madrid apresentava Ruud van Nistelrooy e Jerzy Dudek, enquanto o Hamburgo era treinado pelo ex-técnico do Tottenham Hotspur, Martin Jol. Van Nistelrooy quase marcou aos três minutos da primeira parte quando seu companheiro de equipe Raúl o colocou no gol. O goleiro do Hamburgo, Frank Rost, distraiu o atacante ao correr em sua direção. Paolo Guerrero cabeceou ao lado para o Hamburgo, antes de o Real Madrid abrir a vantagem cinco minutos antes da meia-hora. Nigel de Jong, do Hamburgo, foi derrotado em sua própria área pelo lateral-direito Míchel Salgado, que colocou Van Nistelrooy para um chute direto. O Real Madrid dominou e foi punido por perder várias chances de ampliar sua vantagem quando Mohamed Zidan marcou o empate do Hamburgo. Recebendo a bola do canto esquerdo do meio-campo do Real Madrid, o atacante passou a bola pelo goleiro Dudek, que saiu do travessão. David Jarolím e Guerrero chegaram perto de colocar o Hamburgo por 2-1 na frente, mas Daniel Parejo, a cinco minutos do final, selou a vitória do Real Madrid, cabeceando no cruzamento de Juanmi Callejón.
O Real Madrid perdeu para o Arsenal no segundo dia da Copa Emirates. Emmanuel Adebayor marcou o único gol da partida, convertendo um pênalti no segundo tempo. O atacante foi vaiado durante todo o torneio, pois não esclareceu seus planos para o futuro durante a pré-temporada, mesmo tendo concordado com uma extensão de contrato de acordo com o técnico do Arsenal, Arsène Wenger. "Na minha cara, ele me disse que quer ficar no clube e foi isso que aconteceu", disse Wenger a repórteres. O Arsenal foi derrotado pela Juventus no dia anterior; O gol de David Trezeguet veio depois que os anfitriões não conseguiram lidar adequadamente com uma cobrança de falta. Gaël Clichy, Cesc Fàbregas e Kolo Touré estavam ausentes pelo Arsenal, embora o capitão William Gallas tenha aparecido no segundo tempo. A nova contratação Samir Nasri começou a partida contra o Real Madrid.
O Hamburgo venceu a Copa Emirates de 2008 depois de vencer a Juventus por três gols. Guerrero marcou o primeiro aos 19 minutos e Ivica Olić acrescentou mais dois nos acréscimos.

## Classificação
Cada time disputou dois jogos, com três pontos concedidos para a vitória, um para o empate, nenhum para a derrota, e um ponto extra para cada gol marcado.
| Pos. | Equipe      | Pts | J | V | E | D | GP | GC | SG |
| ---- | ----------- | --- | - | - | - | - | -- | -- | -- |
| 1    | Hamburgo    | 7   | 2 | 1 | 0 | 1 | 4  | 2  | 2  |
| 2    | Real Madrid | 5   | 2 | 1 | 0 | 1 | 2  | 2  | 0  |
| 3    | Juventus    | 4   | 2 | 1 | 0 | 1 | 1  | 3  | -2 |
| 4    | Arsenal     | 4   | 2 | 1 | 0 | 1 | 1  | 1  | 0  |

## Partidas
Todas as partidas seguem o fuso horário do verão inglês (UTC+1).
1º Dia
| 2 de agosto | Real Madrid                          | 2 - 1 | Hamburgo  | Emirates Stadium, Londres               |
| 14:00       | Ruud van Nistelrooy 25' · Parejo 85' |       | Zidan 53' | Público: 51 000 Árbitro: IRE Alan Kelly |

| 2 de agosto | Arsenal | 0 - 1 | Juventus      | Emirates Stadium, Londres                 |
| 16:15       |         |       | Trezeguet 37' | Público: 51 000 Árbitro: ING Peter Walton |

2º Dia
| 3 de agosto | Juventus | 0 - 3 | Hamburgo                               | Emirates Stadium, Londres              |
| 14:00       |          |       | Guerrero 19' · Olić 90+1' · Olić 90+2' | Público: 51 000 Árbitro: ING Chris Foy |

| 3 de agosto | Arsenal          | 1 - 0 | Real Madrid | Emirates Stadium, Londres                     |
| 16:15       | Adebayor 49' (P) |       |             | Público: 51 000 Árbitro: ING Mark Clattenburg |

## Artilharia

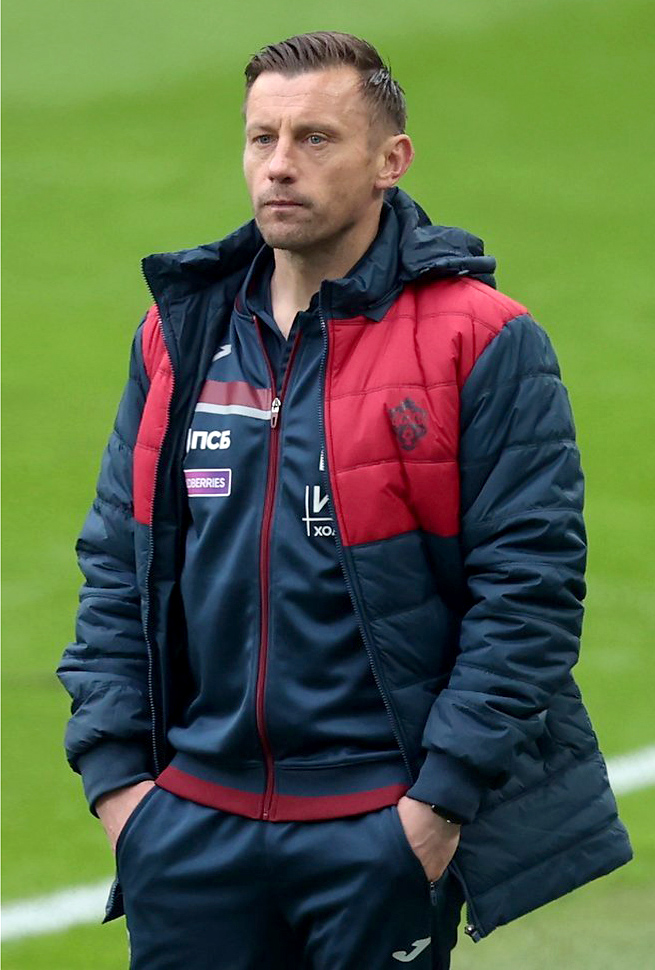
Ivica Olić (imagem de 2021) foi o artilheiro da competição com dois gols.

2 gols
- CRO Ivica Olić (Hamburgo)

1 gol
- ESP Daniel Parejo (Real Madrid)
- FRA David Trezeguet (Juventus)
- NLD Ruud van Nistelrooy (Real Madrid)
- EGY Mohamed Zidan (Hamburgo)
- PER Paolo Guerrero (Hamburgo)
- TOG Emmanuel Adebayor (Arsenal)